# Communauté de communes du Pays de Thelle
Die Communauté de communes du Pays de Thelle war ein französischer Gemeindeverband mit der Rechtsform einer Communauté de communes im Département Oise in der Region Hauts-de-France. Sie wurde am 31. Dezember 1996 gegründet und umfasste 36 Gemeinden. Der Verwaltungssitz befand sich im Ort Noailles.

## Historische Entwicklung
Am 1. Januar 2017 wurde der Gemeindeverband mit der Communauté de communes La Ruraloise zur neuen Communauté de communes Thelloise zusammengeschlossen.
Die provisorische Bezeichnung lautete damals Communauté de communes du Pays de Thelle et Ruraloise.

## Mitgliedsgemeinden
1. Abbecourt
2. Angy
3. Balagny-sur-Thérain
4. Belle-Église
5. Berthecourt
6. Cauvigny
7. Chambly
8. Le Coudray-sur-Thelle
9. Crouy-en-Thelle
10. Dieudonné
11. Ercuis
12. Foulangues
13. Fresnoy-en-Thelle
14. Heilles
15. Hodenc-l’Évêque
16. Hondainville
17. Laboissière-en-Thelle
18. Lachapelle-Saint-Pierre
19. Le Mesnil-en-Thelle
20. Montreuil-sur-Thérain
21. Morangles
22. Mortefontaine-en-Thelle
23. Mouchy-le-Châtel
24. Neuilly-en-Thelle
25. La Neuville-d’Aumont
26. Noailles
27. Novillers
28. Ponchon
29. Puiseux-le-Hauberger
30. Sainte-Geneviève
31. Saint-Félix
32. Saint-Sulpice
33. Silly-Tillard
34. Thury-sous-Clermont
35. Ully-Saint-Georges
36. Villers-Saint-Sépulcre